# The Secret Code (album của TVXQ)
The Secret Code là album phòng thu tiếng Nhật thứ tư của Tohoshinki, phát hành vào 25 tháng 3 năm 2009. Ngay khi phát hành album xếp hạng 2 trên Oricon Weekly Chart.

## Số lượng bán ra
Tại Nhật Bản, ngay khi vừa phát hành album đã leo lên #2 của Oricon Daily Chart với gần 83.000 bản được bán ra. Với Oricon Weekly Chart, album đã đạt đến con số 159.900 bản. Ngoài ra album đã thành công ngoài sức mong đợi khi phát hành ở Đài Loan.

## Danh sách bài hát

### CD 1
1. Secret Game
2. Force
3. どうして君を好きになってしまったんだろう？(Doushite Kimi wo Suki Ni Natte Shimattan Darou? / Why Did I Fall In Love With You)
4. Nobody Knows
5. Beautiful You
6. 忘れないで (Wasurenaide / Don't Forget)
7. 9095
8. 呪文 -MIROTIC-
9. Taxi
10. Stand Up!
11. Survivor
12. Kiss the Baby Sky
13. Bolero
14. 9096 [Hidden Track]

### CD 2 (2CD version only)
Non-stop Mix: 
1. SHINE
2. Close to you
3. ZION
4. WILD SOUL
5. Purple Line
6. Runaway
7. LAST ANGEL -TOHOSHINKI ver.-
8. Two hearts
9. Rainy Night
10. DARKNESS EYES
11. Lovin' you
12. Keyword
13. NO?
14. My Girlfriend
15. If...!?
16. DEAD END
17. CLAP!
18. Crazy Life
19. Ride on
20. Choosey Lover
21. TRICK
22. Maze

### CD 2 (2CD+DVD version only)
1. We Are! [ウィーアー!]
2. Take Your Hands -i.am.electro REMIX-
3. Box In The Ship
4. Sennen Koi Uta
5. Purple Line (Bonus Track)

### DVD
1. Purple Line (PV)
2. Beautiful you (PV)
3. Dōshite Kimi o Suki ni Natte Shimattandarō? (PV)
4. Jumon: Mirotic (PV)
5. Bolero (PV)
6. Survivor (PV)
7. Kiss the Baby Sky (PV)

+ Footage from the 3rd Live Tour 2008 ~T~
+ Off Shot Movie of the Cover photoshoot
+ Off Shot Movie of Kiss The Baby Sky (PV)

## Chart
| Chart                | Thứ hạng cao nhất | Tổng lượng phát hành | Chart Run |
| -------------------- | ----------------- | -------------------- | --------- |
| Oricon Daily Chart   | 2                 | 82,891               |           |
| Oricon Weekly Chart  | 2                 | 157,954              |           |
| Oricon Monthly Chart | 3                 | 214,712              |           |
| Oricon Yearly Chart  |                   |                      |           |

## Đĩa đơn
| Ngày phát hành       | Tiêu đề                                    | Thứ hạng |
| -------------------- | ------------------------------------------ | -------- |
| 23 tháng 4 năm 2008  | Beautiful You / 千年恋歌                   | 1        |
| 14 tháng 7 năm 2008  | どうして君をすきになってしまったんだろう？ | 1        |
| 15 tháng 10 năm 2008 | 呪文〜MIROTIC〜                            | 1        |
| 21 tháng 1 năm 2009  | Bolero / Kiss The Baby Sky / 忘れないで    | 1        |
| 11 tháng 3 năm 2009  | Survivor                                   | 3        |